# Мрузовский переулок
Мру́зовский переулок — улица в центре Москвы в Басманном районе между 4-м Сыромятническим переулком и набережной Академика Туполева.

## Происхождение названия
С начала XIX века назывался Колокольников переулок по фамилии домовладельца купца Колокольникова. С 1922 по 1925 годы назывался Леденцовский, а в 1925 году был переименован в память о рабочем-большевике Василии Евлампиевиче Морозове (1885—1917), участнике революций 1905 и 1917 годов, по его псевдониму Мрузов.

## Описание
Мрузовский переулок начинается от 4-го Сыромятнического переулка непосредственно у тоннеля под железнодорожными путями Курского направления и Малого кольца МЖД, который соединяет оба переулка с Верхней Сыромятнической улицей. Проходит поначалу на север, а затем петляет в промышленной зоне, после чего проходит на восток до набережной Академика Туполева.

## Здания и сооружения
По нечётной стороне:
- № 1 — 2-й отдел милиции Управления вневедомственной охраны ГУВД Москвы;
- № 11 — Мосгаз;

По чётной стороне: